# Paklinskiöarna
Paklinskiöarna (kroatiska: Paklinski otoci) eller Pakleniöarna (Pakleni otoci) är en ögrupp i Adriatiska havet, strax söder om staden Hvar på ön med samma namn i Kroatien. Ögruppen består av sexton kalkstensöar och holmar vars totala sammanlagda yta uppgår till 7,16 km2. Därtill räknas fem mindre kobbar till ögruppen. På den största ön Sveti Klement (Sankt Clemens) finns tre mindre samhällen utan fast befolkning. Övriga öar och holmar är obebodda.  
Pakleniöarna är ett naturskyddsområde och närheten till staden Hvar samt ögruppens stränder och vikar har gjort ögruppen till ett omtyckt turistmål.

## Etymologi
Ögruppens namn översätts populärt, inte minst i internationell turistlitteratur eller av marknadsföringsskäl, till Helvetesöarna med hänvisning till det kroatiska ordet 'pakleni' (helvetisk). Ögruppens namn härleds dock från det arkaiska ordet 'paklina' som på lokal dialekt kallas 'paklena' vilket också kan betyda helvetisk. Ordets arkaiska betydelse är 'tjära' och kan hänföras till den kåda som tidigare utvanns ur öarnas tallskogar och användes som tätning till båtar och fartyg. Ur denna etymologiska bakgrund har ögruppens namn snarare betydelsen Tjär- eller Kådaöarna. På lokal dialekt kallas ögruppen även för Forski škoji (Hvaröarna).  

## Öar, holmar och kobbar
| Ö/holme         | Yta (km2) |
| --------------- | --------- |
| Borovac (ö)     | 0,167533  |
| Borovac (holme) | 0.021666  |
| Dobri otok      | 0,297313  |
| Galešnik        | 0,014612  |
| Gojca           | 0,021471  |
| Jerolim         | 0,207144  |
| Marinkovac      | 0,680662  |
| Paržanj         | 0,039529  |
| Planikovac      | 0,100836  |
| Pokonji Dol     | 0,016697  |
| Stambedar       | 0,029945  |
| Sveti Klement   | 5,275844  |
| Travna          | 0,009661  |
| Vlaka           | 0,021316  |
| Vodnjak Mali    | 0,252666  |
| Vodnjak Veli    | 0,00819   |
| Totalt          | 7,165093  |

Utöver ögruppens öar och holmar finns även kobbarna Baba, Lengva, Pločica Vela, Pločica Mala och Škojić.

## Geografi och flora
Ögruppen består av kalkstensöar och holmar som sträcker sig drygt tio kilometer i västlig-östlig riktning söder om staden Hvar. De är till största del bevuxna med svart- och aleppotall. Ögruppens högsta punkt Vela glava når 94 meter över havet och ligger på den största ön Sveti Klement. Vodnjak Veli är ögruppens västligaste holme och Pokonji dol dess östligaste. Galešnik är den holme som ligger närmast Hvars hamninlopp och är fullt synlig från stadens marina.     

## Kommunikationer och turism
Pakleniöarna är ett populärt turistmål och besöks årligen av många turister. Ögruppen kan nås med egen båt och eller under sommarsäsongen med de taxibåtar som utgår från Hvars hamn. De kanske mest besökta öarna i ögruppen är Jerolim, Marinkovac och Sveti Klement. På dessa öar finns turistrelaterade faciliteter såsom restauranger, duschar, barer etcetera som är i drift under sommarsäsongen. På öarna Jerolim och Marinkovac finns nakenbad.